# Dia de Angam
O Dia de Angam é um feriado reconhecido na República de Nauru. É celebrado anualmente em 26 de outubro.

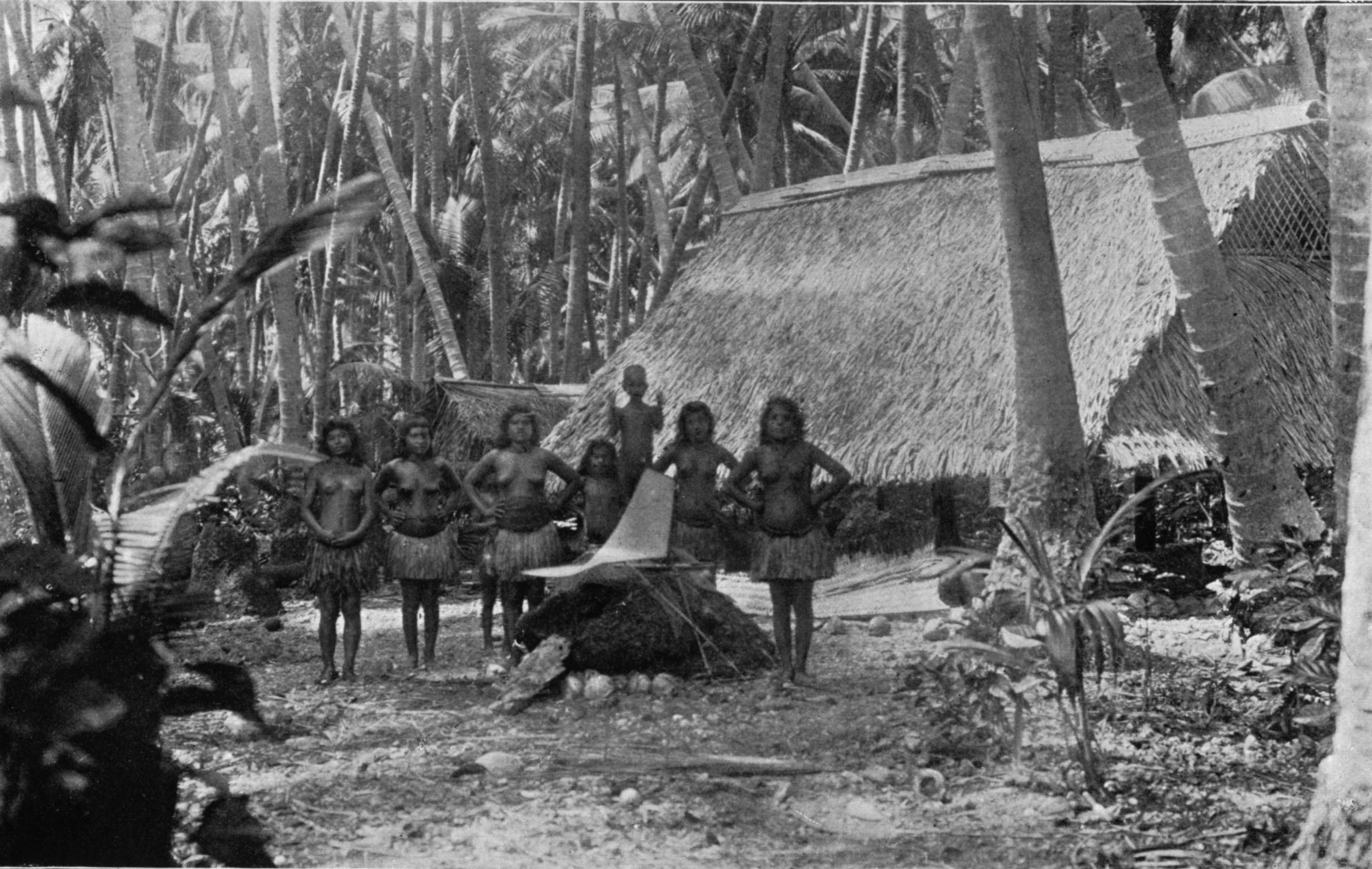
Nauruanos e casas tradicionais em Arenibek, em Nauru, em 1896.

## Etimologia
A palavra angam tem origem na língua nauruana e significa "jubilação", "celebração", "triunfar sobre todas as dificuldades", "alcançar uma meta definida" ou "voltando para casa".

## Geral
O Dia de Angam é um dia de celebração e um tempo de reflexão para os nauruanos. Duas vezes em sua história, a população nauruana caiu para abaixo de 1.500 habitantes e houve riscos de extinção considerado para esse grupo étnico. Nas duas ocasiões, a meta de 1.500 habitantes foi atingida. Quando a população chegou a esse marco, o número considerado mínimo para a sobrevivência de um povo, o Dia de Angam foi declarado. O primeiro Angam ocorreu em 1932 e a segunda ocasião em 1949.

## História

### Antes de Angam
A primeira meta chegou em torno de 1919, quando a ocupação de Nauru e outras ilhas do Pacífico durante a Primeira Guerra Mundial pela Alemanha Imperial acabou, e Nauru se tornou um território mandatário ocupado pela Austrália, Nova Zelândia e Reino Unido. O brigadeiro-geral Thomas Griffiths, administrador australiano, realizou um censo no país. Mais tarde, em um encontro com os chefes locais, ele declarou que a população de nauruanos estava extremamente baixa e que para que os nauruanos sobrevivessem como uma etnia, a população deveria ser maior que 1.500. Foi declarado que, quando esse número fosse alcançado, aquele dia seria denominado Dia de Angam, sendo um feriado que seria comemorado todos os anos. Mais tarde, o bebê que completasse a meta seria o Bebê de Angam e iria receber presentes e honrarias.

### O Primeiro Angam

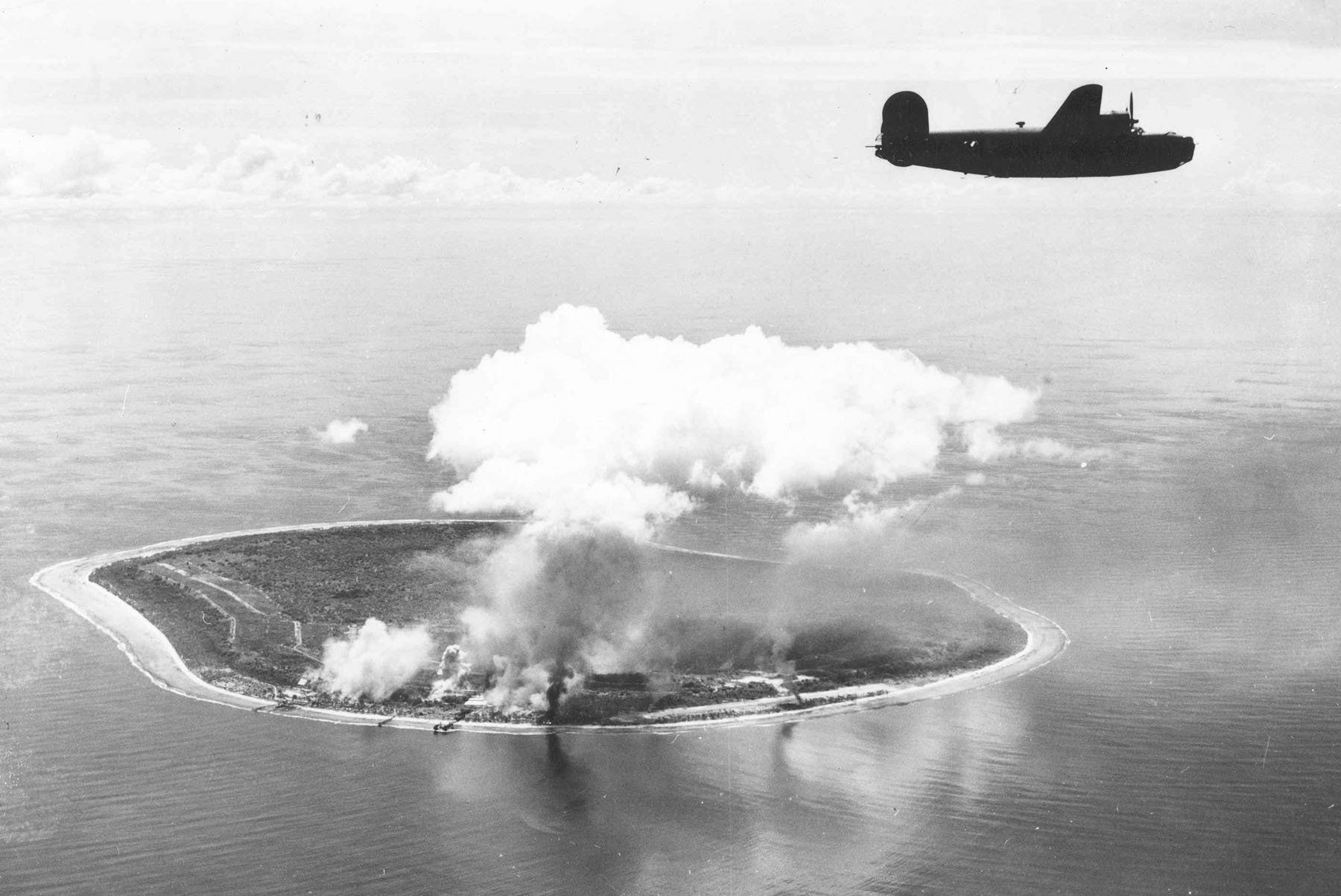
Bombardeio dos Estados Unidos em Nauru durante a Segunda Guerra Mundial, em 1943. O Império Japonês evacuou os nauruanos para Chuuk, fazendo necessário um segundo Angam.

Após treze anos, a população nauruana chegou a 1.500 pessoas, com muita jubilação e celebrações. A primeira bebê de Angam, Eidegenegen Eidagaruwo, nasceu em 26 de outubro de 1932. Sua mãe, Dorcas Demuro, a chamou de "Eidagaruwo", que significa o sentimento de "voltar pra casa" ou "alcançar uma meta"; porém, seria necessário mais um Angam. Durante a ocupação japonesa de Nauru e outros territórios do Pacífico durante a Segunda Guerra Mundial, 1.201 nauruanos foram evacuados para Truk (hoje conhecida como Chuuk) em consequência de um bombardeio realizado pelos Estados Unidos da América. Dos 1.201 nauruanos evacuados, somente 737 voltaram depois da guerra, e das 600 pessoas que ficaram em Nauru, em torno de 400 sobreviveram.
A bebê de Angam, Eidegenegen Eidagaruwo, morreu em Truk de desnutrição e bouba, como a maioria dos nauruanos que morreram no local.

### O Segundo Angam
As consequências da Segunda Guerra Mundial mostraram que os nauruanos, para sobreviverem como uma etnia, deveriam se esforçar para aumentar sua população em uma segunda ocasião. A corrida para um novo bebê de Angam estava aberta.
Em 31 de março de 1949, a população de Boe celebrou quando Bethel Enproe Adam nasceu de Kenye e Clarence Adam. Desde aquela ocasião, os nauruanos tiveram a oportunidade de celebrar novamente o Dia de Angam. Mesmo que Bethel Enproe tenha nascido em uma data diferente, 26 de outubro ainda é, oficialmente, o Dia de Angam. 